# AJS (azienda)
La AJS è stata una casa motociclistica inglese attiva dal 1909 al 1931. Rilevata da altre imprese (Matchless, Associated Motor Cycles e Norton-Villiers), continuò a produrre motociclette sino al 1974.

## Storia
Nel 1897 Joe Stevens, titolare della Stevens Screw Company, attiva nel settore della produzione di minuteria meccanica, costruì, insieme ai suoi figli (Harry, George, Albert John e Joe jr.) un motore di 400 cm³. Nel 1905 gli Stevens costruirono una motocicletta con motore JAP bicilindrico a V.
L'inizio effettivo dell'attività di costruttore motociclistico fu nel 1909, quando venne fondata a Wolverhampton la Albert John Stevens & Co (meglio nota con l'acronimo AJS). Il primo modello, una monocilindrica di 292 cm³ a valvole laterali con cambio a due marce, apparve nel 1911. Poco dopo la sua presentazione, essa partecipò allo Junior TT, dove Albert John Stevens arrivò quindicesimo. Entro il 1914 le AJS erano cresciute di cilindrata a 350 cm³, ed equipaggiate con un cambio a quattro rapporti e trasmissione finale a catena: si dimostrarono molto competitive, vincendo lo Junior TT 1914, mentre le altre moto iscritte dalla Casa si piazzarono seconda, terza, quarta e sesta.
Passata la prima guerra mondiale, l'AJS riprese l'attività per il pubblico civile, interrotta per fornire l'esercito inglese. Già nel 1920 Cyril Williams vinse il primo Junior TT postbellico, mentre l'anno seguente le AJS vinsero sia Junior che Senior TT (una curiosità: la AJS che vinse il Senior TT era una 350 cm³, mentre le sue rivali erano di 500 cc).
Nel 1928 l'AJS introdusse due nuovi modelli con distribuzione monoalbero, la K7 350 e la K10 500, disponibili sia nella versione stradale che in quella da competizione. Sviluppati nel corso del tempo, avranno una lunga e fortunata carriera. Novità del 1931 è invece la S3 500 con motore bicilindrico a V trasversale (lo stesso schema delle Moto Guzzi V7 e derivate) con trasmissione primaria ad albero.
Il costoso sviluppo della S3, oltre che a una fallimentare diversificazione nel settore degli apparati radiofonici e delle automobili, con il modello "Nine" , portò la AJS a dichiarare bancarotta nel 1931. Le attività motociclistiche vennero rilevate dai fratelli Collier, ex corridori motociclistici e proprietari della Matchless. La produzione motociclistica AJS si spostò negli stabilimenti Matchless di Plumstead Road a Londra.
Il marchio AJS sotto la gestione Collier mantenne il prestigio sportivo guadagnato sino ad allora. Nel 1935 fu presentato al Salone di Londra una 500 con motore quattro cilindri a V, che in una versione sovralimentata provò (con scarso successo, nonostante le numerose evoluzioni, tra cui anche una versione con motore raffreddato a liquido) a sfidare le Gilera Rondine e le BMW Typ 255 dotate di compressore. Unico risultato degno di nota della V4 fu, nel 1939, il giro più veloce al Gran Premio dell'Ulster, a più di 100 miglia orarie (prima moto a superare questo limite sul circuito nordirlandese).
Nel 1938 AJS, Matchless e Sunbeam si fusero nella Associated Motor Cycles (AMC). Dopo la fusione le moto prodotte da AJS e Matchless differivano unicamente per i marchi sul serbatoio.
Dopo la seconda guerra mondiale la produzione riprese con i modelli anteguerra di 350 (Model 16) e 500 cm³ (Model 18) identici alle corrispondenti Matchless (siglate rispettivamente G3 e G80).
Riprese anche l'attività sportiva, con la Porcupine (il nome deriva dalla caratteristica alettatura dei cilindri, che la faceva somigliare a un porcospino), una 500 bicilindrica progettata inizialmente con il compressore, poi eliminato dopo il divieto della sovralimentazione nelle competizioni. Con la Porcupine l'inglese Leslie Graham vinse il primo Campionato del Mondo della Classe 500, nel 1949. L'AJS si impegnò anche nella classe 350, con la 7R (discendente diretta della K7 del 1928, migliorata in diversi particolari, tra cui l'introduzione della sospensione posteriore). In una versione potenziata con testata a tre valvole (siglata 7R3) vinse lo Junior TT 1954 con Rod Coleman. Alla fine di quella stagione l'AJS si ritirò dal Motomondiale in forma ufficiale, a causa della sempre più crescente competitività delle moto italiane. La 7R, in una versione semplificata rispetto a quella ufficiale, venne prodotta anche per i piloti privati, che la impiegheranno con successo nel Mondiale sino a metà degli anni Sessanta.

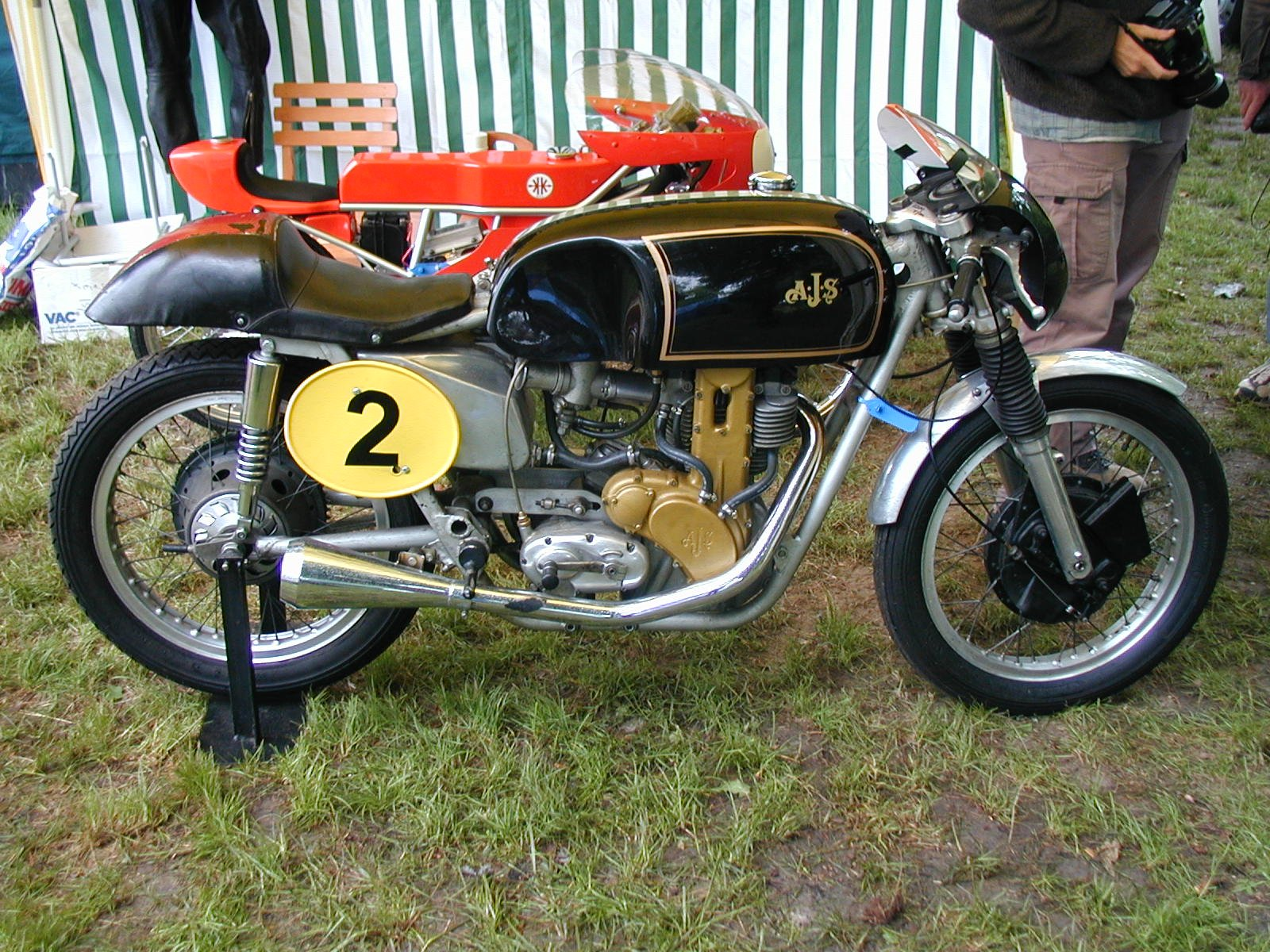
Una 7R 350 da competizione

Intanto, il gruppo AMC continuò a crescere: nel 1956 furono assorbite Francis-Barnett, James e Norton (la Sunbeam era invece stata ceduta nel 1943 alla BSA). I modelli a listino alla fine degli anni '50 erano le già citate monocilindriche di 350 e 500 (disponibili sia in versione stradale che in versione da Cross o da Trial), le bicilindriche Model 20 500 cm³ e Model 31 650 cm³, oltre alla 7R 350 da competizione. Alla base della gamma, dal 1958, si poneva la Model 14 250 cm³.
Con l'inizio degli anni Sessanta il gruppo AMC entrò in difficoltà finanziarie, dovute sia alla concorrenza dell'automobile sia a causa di penalizzazioni fiscali per le moto di grossa cilindrata volute dal Governo inglese. Nonostante tutto, nel 1964 entrò in produzione la Model 33 750, dotata del motore della Norton Atlas (fu prodotta anche come Matchless G15). Questo modello non sarà però sufficiente a fermare il tracollo del gruppo AMC, avvenuto nel luglio 1966. Il gruppo sarà rilevato dalla Manganese Bronze Holding che deciderà di concentrare le risorse solo sul marchio Norton: nacque quindi la Norton-Villiers.
Il marchio AJS risorgerà nel 1969, per marchiare la Stormer, una moto da cross prodotta nelle cilindrate di 250, 360 e 400 cm³. La Stormer sarà prodotta sino al 1974, anno in cui le difficoltà finanziarie della Norton-Villiers-Triumph (NVT) fecero definitivamente sparire il marchio AJS.